# Вікіпедія мовою санталі
Вікіпедія Санталі ( Санталі : ᱥᱟᱱᱛᱟᱲᱤ ᱣᱤᱠᱤᱯᱤᱰᱤᱭᱟ) — версія Вікіпедії мовою Санталі, яку підтримує Фонд Вікімедіа. Сайт був запущений 2 серпня 2018 року.   Власний алфавіт мови санталі, Ол-чикі, був використаний як алфавіт для цієї Вікіпедії.   Санталі — це мова підродини мунда австроазіатських мов, якою розмовляє приблизно 7,4 мільйона людей у Південній Азії (Бангладеш, Індія, Бутан і Непал).

## Історія
Процес створення Вікіпедії мовою санталі розпочався у 2012 році, а пізніше набрав обертів у лютому 2017 року Ще в 2012 році Вікімедіа Бангладеш організувала зустріч і семінар Вікіпедії з мовною спільнотою санталі в районі Дінаджпур Бангладеш з метою запуску Вікіпедії мовою санталі.  Однак через деякий час цей процес сповільнився. 
Потім у вересні 2017 року Вікімедіа Бангладеш організувала ще одну зустріч із мовною спільнотою Санталі під час зустрічі Вікіпедії в Дакці, де було прийнято рішення прискорити запуск Вікіпедії.  Після цього обговорення Wikimedia Bangladesh 30 грудня 2017 року організувала в Дакці семінар для спільноти мовою санталі  Спільнота мовою санталі з Індії також брала участь у цій програмі через онлайн-обговорення. Згодом 11 березня 2018 року у співпраці з групою користувачів Odia Wikimedians був організований ще один семінар для спільноти мовою санталі в Одіші, Індія.
Після кількох місяців роботи Мовний комітет Вікімедіа схвалив Вікіпедію мовою Санталі 28 червня 2018 року, а сайт Вікіпедії Санталі нарешті було запущено 2 серпня 2018 року  

## Користувачі та редактори
| Кількість облікових записів користувачів | Кількість статей | Кількість файлів | Кількість адміністраторів |
| ---------------------------------------- | ---------------- | ---------------- | ------------------------- |
| 9110                                     | 13112            | 0                | 3                         |